# Мистелбах (Горња Франконија)
Мистелбах (њем. Mistelbach) град је у њемачкој савезној држави Баварска. Једно је од 33 општинска средишта округа Бајројт. Према процјени из 2010. у граду је живјело 1.619 становника. Посједује регионалну шифру (AGS) 9472166.

## Географски и демографски подаци
Мистелбах се налази у савезној држави Баварска у округу Бајројт. Град се налази на надморској висини од 408 метара. Површина општине износи 6,1 km². У самом граду је, према процјени из 2010. године, живјело 1.619 становника. Просјечна густина становништва износи 264 становника/km².